# Ljubow Wladimirowna Kosyrewa
Ljubow Wladimirowna Baranowa-Kosyrewa (russ. Любовь Владимировна Баранова-Козырева; * 27. August 1929 in Bugry, Oblast Leningrad; † 22. Juni 2015 in Moskau) war eine russische Skilangläuferin, die in den 1950er und 1960er Jahren für die Sowjetunion startete.

## Werdegang
Kosyrewa holte bei den Nordischen Skiweltmeisterschaften 1954 in Falun über 10 km und mit der Staffel jeweils die Goldmedaille. Im Jahr 1955 war sie die erste Russin, die das prestigeträchtige Rennen am Holmenkollen gewinnen konnte. Im selben Jahr errang sie bei den Lahti Ski Games den zweiten Platz über 10 km. Bei den Olympischen Winterspielen 1956 in Cortina d’Ampezzo gewann sie die Goldmedaille über 10 km und die Silbermedaille mit der Staffel. Zwei Jahre später holte sie bei den Nordischen Skiweltmeisterschaften 1958 in Lahti die Silbermedaille über 10 km und die Goldmedaille mit der Staffel. Ende Februar 1959 wurde sie bei den Lahti Ski Games Dritte über 10 km. Bei den Olympischen Winterspielen 1960 in Squaw Valley gewann sie Silbermedaillen über 10 km und mit der Staffel. Im Februar 1962 holte sie bei den Nordischen Skiweltmeisterschaften 1962 in Zakopane die Silbermedaille über 5 km und die Goldmedaille mit der Staffel. Zudem wurde sie dort Vierte über 10 km. Im selben Jahr belegte sie bei den Svenska Skidspelen in Falun den zweiten Platz mit der Staffel. Bei sowjetischen Meisterschaften siegte sie achtmal mit der Staffel (1950–1953, 1955–1958), fünfmal über 10 km (1951–1953, 1956, 1958) und dreimal über 5 km (1953–1955).